# Ди Чикко, Деннис
| Открытые астероиды: 59 | Открытые астероиды: 59 |
| ---------------------- | ---------------------- |
| (7311) Hildehan        | 14 октября 1995        |
| (7610) Sudbury         | 3 декабря 1995         |
| (8900) AAVSO           | 24 октября 1995        |
| (9983) Rickfienberg    | 19 февраля 1995        |
| (10153) Goldman        | 26 октября 1994        |
| (10373) MacRobert      | 14 марта 1996          |
| (10596) Stevensimpson  | 4 октября 1996         |
| (11132) Horne          | 17 ноября 1996         |
| (12780) 1995 CE1       | 9 февраля 1995         |
| (13183) 1996 TW        | 5 октября 1996         |
| (13623) 1995 TD        | 3 октября 1995         |
| (16779) 1996 WH2       | 30 ноября 1996         |
| (17610) 1995 UJ1       | 23 октября 1995        |
| (19311) 1996 VF3       | 12 ноября 1996         |
| (19323) 1996 XM13      | 9 декабря 1996         |
| (20153) 1996 TC8       | 12 октября 1996        |
| (20165) 1996 VT2       | 10 ноября 1996         |
| (23565) 1994 WB        | 23 ноября 1994         |
| (27858) 1995 BZ1       | 30 января 1995         |
| (27880) 1996 EQ        | 14 марта 1996          |
| (27899) 1996 QF        | 18 августа 1996        |
| (27906) 1996 TZ7       | 12 октября 1996        |
| (27924) 1997 AZ10      | 9 января 1997          |
| (30994) 1995 UE2       | 24 октября 1995        |
| (31006) 1995 XC        | 3 декабря 1995         |
| (31058) 1996 TA5       | 8 октября 1996         |
| (31081) 1996 XO13      | 9 декабря 1996         |
| (31184) 1997 YZ4       | 26 декабря 1997        |
| (32947) 1995 YH2       | 23 декабря 1995        |
| (39718) 1996 VG3       | 12 ноября 1996         |
| (39728) 1996 WG        | 17 ноября 1996         |
| (39747) 1997 BM1       | 29 января 1997         |
| (42543) 1996 BR        | 16 января 1996         |
| (42556) 1996 TA8       | 12 октября 1996        |
| (43894) 1995 TP        | 12 октября 1995        |
| (43934) 1996 TC        | 1 октября 1996         |
| (48642) 1995 UH1       | 23 октября 1995        |
| (48684) 1996 EP        | 14 марта 1996          |
| (52478) 1995 TO        | 12 октября 1995        |
| (52531) 1996 TB8       | 12 октября 1996        |
| (55831) 1995 XL        | 12 декабря 1995        |
| (55847) 1996 SQ        | 20 сентября 1996       |
| (58501) 1996 VQ2       | 10 ноября 1996         |
| (58502) 1996 VH3       | 12 ноября 1996         |
| (58503) 1996 VJ3       | 12 ноября 1996         |
| (73856) 1996 WF        | 16 ноября 1996         |
| (79305) 1995 XK        | 12 декабря 1995        |
| (79331) 1996 TY        | 5 октября 1996         |
| (79334) 1996 TZ9       | 15 октября 1996        |
| (100487) 1996 VO2      | 10 ноября 1996         |
| (100495) 1996 WH       | 17 ноября 1996         |
| (100496) 1996 WJ       | 17 ноября 1996         |
| (120651) 1996 TA10     | 15 октября 1996        |
| (120661) 1996 VZ2      | 11 ноября 1996         |
| (134389) 1996 VP2      | 10 ноября 1996         |
| (162052) 1996 TB10     | 15 октября 1996        |
| (181761) 1996 VR2      | 10 ноября 1996         |
| (229927) 1996 TN9      | 13 октября 1996        |
| (243577) 1996 WE       | 16 ноября 1996         |

Де́ннис ди Чи́кко (итал. и англ. Dennis di Cicco, 1950) — американский астроном и первооткрыватель астероидов, который работал в обсерватории города Sudbury, Массачусетс (IAU-Code 817), расположенного в Новой Англии, США. В период 1994 по 1997 год им было обнаружено в общей сложности 59 астероида.

## Биография
Начиная с 60-х годов Деннис ди Чикко увлёкся астрономическими наблюдениями за астероидами и астрофотографией. В 1974 году он становится сотрудником журнала «Небо и телескоп» (англ. Sky & Telescope) в 1974 году, принеся с собой образование в области машиностроения и опыт строительства телескопов, а в 1983 году становится одним из редакторов этого журнала. В 1978—1979-х годах он стал первым астрономом, которому удалось запечатлеть годичную аналемму Солнца, соединив вместе 48 фотографий, сделанных им в течение года. Возглавлял многие экспедиции по наблюдению за солнечными затмениями.
Он живёт с женой и дочерью менее чем в 20 милях от центра Бостона. Там он проводит свои наблюдения в своей обсерватории с помощью 16-дюймового телескопа, который позволяет ему наблюдать звёзды вплоть до 24 звёздной величины.
В знак признания его заслуг одному из астероидов было присвоено его имя (3841) Дичикко.